# Урбана (Огайо)
Урбана (англ. Urbana) — місто (англ. city) в США, в окрузі Шампейн штату Огайо. Населення — 11 115 осіб (2020).

## Географія
Урбана розташована за координатами 40°6′32″ пн. ш. 83°45′17″ зх. д. / 40.10889° пн. ш. 83.75472° зх. д. (40.108777, -83.754771).  За даними Бюро перепису населення США в 2010 році місто мало площу 20,14 км², з яких 20,08 км² — суходіл та 0,06 км² — водойми.

## Демографія
Згідно з переписом 2010 року, у місті мешкали 11 793 особи в 4808 домогосподарствах у складі 2932 родин. Густота населення становила 586 осіб/км².  Було 5401 помешкання (268/км²).
Расовий склад населення:
| - 89,7 % — білих - 5,4 % — чорних або афроамериканців - 0,7 % — азіатів - 0,4 % — корінних американців |

До двох чи більше рас належало 3,1 %. Частка іспаномовних становила 2,0 % від усіх жителів.
За віковим діапазоном населення розподілялося таким чином: 23,7 % — особи молодші 18 років, 59,9 % — особи у віці 18—64 років, 16,4 % — особи у віці 65 років та старші. Медіана віку мешканця становила 38,2 року. На 100 осіб жіночої статі у місті припадало 89,1 чоловіків;  на 100 жінок у віці від 18 років та старших — 85,7 чоловіків також старших 18 років.
Середній дохід на одне домашнє господарство  становив 46 107 доларів США (медіана — 36 942), а середній дохід на одну сім'ю — 54 894 долари (медіана — 48 438). Медіана доходів становила 46 761 долар для чоловіків та 32 325 доларів для жінок. За межею бідності перебувало 20,1 % осіб, у тому числі 28,7 % дітей у віці до 18 років та 4,9 % осіб у віці 65 років та старших.
Цивільне працевлаштоване населення становило 4656 осіб. Основні галузі зайнятості: виробництво — 28,6 %, освіта, охорона здоров'я та соціальна допомога — 22,6 %, мистецтво, розваги та відпочинок — 11,4 %, роздрібна торгівля — 9,0 %.